# Застава Аустралије
Застава Аустралије је комбинација британске заставе, Јужног крста (најсјајније звезде на јужној полулопти; састоји се од: Алфа Крукис, Бета Крукис, Гама Крукис, Делта Крукис, Епсилон Крукис), и звезде Комонвелта која има 7 кракова. 6 од 7 кракова представља 6 савезних држава Аустралије (Нови Јужни Велс, Квинсленд, Викторија, Тасманија, Јужна Аустралија и Западна Аустралија), а седми крак представља све унутрашње и спољашње територије Аустралије.

## Галерија
- Цивилна поморска застава
Аустралије
- Ратна поморска застава
Аустралије
- Застава Аустралијског
ратног ваздухопловства
- Краљевска стандарта
Аустралије
(1962–2022)